# Paul Sackey
Paul Henry Sackey (Londra, 8 novembre 1979) è un rugbista a 15 britannico, nazionale inglese, che dal 2013 milita come tre quarti ala in English Premiership degli Harlequins.

## Biografia
Sackey iniziò la pratica rugbystica intorno ai 17 anni, quando gli fu proposto di giocare per la squadra riserve della sua scuola superiore. Le sue prestazioni gli valsero ben presto la chiamata in prima squadra, e anche quella nella selezione di rugby VII che vinse un torneo nazionale scolastico due anni più tardi.
Notato da un osservatore dei London Wasps, fu quindi subito da questi ingaggiato e destinato alla squadra U-19 e, successivamente, all'U-21. Andy Gomarsall, all'epoca in prima squadra nel club, dopo averlo visto in un torneo internazionale di rugby VII a Lisbona, convinse la società a parcheggiare il giocatore a Bedford per permettergli di maturare. Fu proprio durante il periodo a Bedford che Sackey fu convocato per l'Inghilterra U-21 che affrontò la Coppa del Mondo di categoria in Nuova Zelanda (1999).
Nel 2000 giunse il primo ingaggio da professionista, nei London Irish, e l'esordio nell'Inghilterra VII. Nelle sue cinque stagioni negli Irish realizzò 43 mete in 121 incontri di Lega, e nel 2002 giunse anche l'esordio in Nazionale maggiore.
Nel 2003 Sackey disputò anche la Churchill Cup con l'Inghilterra "A"; nel febbraio 2005 si trasferì ai London Wasps, con i quali vinse subito il titolo inglese, conquistato nella finale disputata contro Leicester. Due stagioni più tardi si laureò anche campione d'Europa, vincendo la Heineken Cup 2006/07.
Nell'estate del 2007 fu incluso nella rosa ufficiale che prese parte alla Coppa del Mondo in Francia, nella quale fu sempre presente eccetto che nella partita d'esordio, e realizzò 4 mete. Convocato anche per il Sei Nazioni 2008, è partito titolare in tutti i cinque incontri del torneo e ivi ha realizzato tre mete.
Il 18 febbraio 2010 Sackey annunciò la firma di un contratto, per la stagione 2010-11, per la squadra francese del Tolone, aggiungendosi quindi alla colonia inglese in tale club, che ha il suo esponente di spicco in Jonny Wilkinson.
Vanta anche un invito nei Barbarians, per un incontro del maggio 2010 contro un XV dell'Inghilterra.

## Palmarès
- Premiership: 2
Wasps: 2004-05, 2007-08
- Coppe Anglo-Gallesi: 1
London Irish: 2001-02
- Heineken Cup: 1
Wasps: 2006-07